# Tortisambert
Tortisambert ist eine ehemalige französische Gemeinde mit 140 Einwohnern (Stand: 1. Januar 2013) im Département Calvados in der Region Normandie.
Am 1. Januar 2016 wurde Tortisambert im Zuge einer Gebietsreform zusammen mit 21 benachbarten Gemeinden als Ortsteil in die neue Gemeinde Livarot-Pays-d’Auge eingegliedert.

## Geografie
Tortisambert liegt im Pays d’Auge. Rund 23 Kilometer nordnordöstlich des Ortes befindet sich Lisieux. Das westsüdwestlich gelegene Falaise ist gut 27 Kilometer entfernt. Die Monne fließt östlich Tortisamberts.

## Bevölkerungsentwicklung
| Jahr                             | 1793 | 1836 | 1876 | 1926 | 1946 | 1975 | 1990 | 2013 |
| Einwohner                        | 375  | 320  | 288  | 249  | 226  | 187  | 136  | 140  |
| Quelle: Cassini, EHESS und INSEE |      |      |      |      |      |      |      |      |

## Sehenswürdigkeiten
- Kirche Sainte-Trinité
- Herrenhaus aus dem 16. Jahrhundert, seit 2004 Monument historique[3]